# تای کانگ
تای کانگ سومین فرمانروای دودمان شیا بود. وی از شاهان اسطوره‌ای تاریخ چین است و وجود حقیقی او اثبات نشده‌است. بر اساس اسطوره، وی پسر کی بود. او به شکار علاقه داشت اما حکمران خوبی نبود. او در رودخانه‌ای غرق گشت. او در سال گوئیوئی(癸未) بر تخت نشست. مدت فرمانروایی او نوزده سال بود. پس از او زونگ کانگ فرمانروا شد.